# Leon Dąbrowski (oficer piechoty)
Leon Dąbrowski (ur. 30 maja 1887 w Kozienicach, zm. po 1933) – podpułkownik piechoty Wojska Polskiego, kawaler Orderu Virtuti Militari.

## Życiorys
Syn Pawła, oficera armii rosyjskiej i Marii z Kaczorowskich urodzony w Kozienicach, ówczesnym mieście powiatowym guberni radomskiej. Był szlachcicem i katolikiem.
W 1906, po ukończeniu nauki w Pskowskim Korpusie Kadetów, został przyjęty do Aleksandrowskiej Szkoły Wojskowej w Moskwie. 16 czerwca 1908, po ukończeniu szkoły, został mianowany podporucznikiem ze starszeństwem z 14 czerwca 1907 i wcielony do 2 pułku strzelców w Płocku (później przeniesiony do Łodzi). W pułku pełnił służbę na stanowisku młodszego oficera, dowódcy oddziału wywiadowców i dowódcy karabinów maszynowych. Od 4 sierpnia 1910 dowodził oddziałem łączności pułku. 12 listopada 1911 awansował na porucznika ze starszeństwem z 14 czerwca tego roku. W szeregach 2 pułku strzelców walczył podczas I wojny światowej. Był dwukrotnie ranny (3 listopada 1914 pod Łęczycą i 11 października 1915 pod Dyneburgiem). Dowodził kompanią, a od 15 lipca 1916 kompanią. Od 30 listopada do 21 grudnia 1917 pełnił czasowo obowiązki dowódcy pułku na froncie rumuńskim.
22 grudnia 1917 wstąpił do II Korpusu Polskiego w Rosji i objął dowództwo skadrowanego batalionu 13 pułku strzelców polskich. 11 maja 1918 walczył w bitwie pod Kaniowem.
W 1923 pełnił służbę w 31 pułku strzelców kaniowskich w Łodzi na stanowisku komendanta kadry batalionu zapasowego, a później został przesunięty na stanowisko dowódcy II batalionu. 1 grudnia 1924 został mianowany podpułkownikiem ze starszeństwem z 15 sierpnia 1924 i 18. lokatą w korpusie oficerów piechoty. W maju 1925 został przeniesiony do 55 pułku piechoty w Lesznie na stanowisko dowódcy I batalionu. W następnym miesiącu został przesunięty na stanowisko dowódcy III batalionu, detaszowanego w Rawiczu. W maju 1927 został zwolniony ze stanowiska dowódcy III baonu z równoczesnym przeniesieniem służbowym do Powiatowej Komendy Uzupełnień Poznań Miasto na przeciąg czterech miesięcy. W listopadzie tego roku został przydzielony do Powiatowej Komendy Uzupełnień Starogard na stanowisko komendanta. W listopadzie 1932 został zwolniony z zajmowanego stanowiska i oddany do dyspozycji dowódcy Okręgu Korpusu Nr VIII. Z dniem 30 kwietnia 1933 został przeniesiony w stan spoczynku.
W 1934, jako oficer stanu spoczynku pozostawał w ewidencji Powiatowej Komendy Uzupełnień Warszawa Miasto III. Posiadał przydział do Oficerskiej Kadry Okręgowej Nr I. Był wówczas „przewidziany do użycia w czasie wojny”. Mieszkał w Warszawie.
Był żonaty z Jadwigą z domu Berndt, dzieci nie miał.

## Ordery i odznaczenia
- Krzyż Srebrny Orderu Wojskowego Virtuti Militari nr 6710 – 10 maja 1922[18]
- Krzyż Walecznych[19]
- Medal Pamiątkowy za Wojnę 1918–1921[3]
- Medal Dziesięciolecia Odzyskanej Niepodległości[3]
- Medal Zwycięstwa – 14 października 1924[6]
- Order Świętego Włodzimierza 4 stopnia z mieczami i kokardą – 14 stycznia 1917[20]
- Order Świętej Anny 2 stopnia z mieczami – 16 listopada 1916[20]
- Order Świętego Stanisława 2 stopnia z mieczami – 30 kwietnia 1916[20]
- Order Świętej Anny 3 stopnia z mieczami i kokardą – 25 sierpnia 1915[20]